# Мошачиха
Мошачиха — деревня в Ковровском районе Владимирской области России, входит в состав Клязьминского сельского поселения.

## География
Деревня расположена в 16 км на юг от центра поселения села Клязьменский Городок и в 20 км на восток от райцентра города Ковров.

## История
В конце XIX — начале XX века деревня входила в состав Осиповской волости Ковровского уезда. В 1859 году в деревне числилось 18 дворов, в 1905 году — 25 дворов, в 1926 году — 19 дворов.
Решение Владимирского облисполкома № 1086 от 22.09.1965 было упразднено как фактически не существующий населённый пункт. Решение об упразднении отменено № 151 от 14.02.1966.
С 1929 года деревня входила в состав Крестниковского сельсовета Ковровского района, с 1954 года — в составе Осиповского сельсовета, с 2005 года — в составе Клязьминского сельского поселения.

## Население
| 1859 | 1905 | 1926 | 2002 | 2010 | 2021 |
| ---- | ---- | ---- | ---- | ---- | ---- |
| 168  | ↘105 | ↗110 | ↘10  | ↘3   | ↗33  |